# اتحاد الرغبي في مصر
اتحاد الرجبي في مصر هو رياضة ثانوية لكن متنامية.

## الإدارة
الهيئة الإدارية هي اتحاد كرة القدم الرجبي المصري، الذي تأسس في عام 2008. وهو عضو في الاتحاد الأفريقي للرجبي (CAR).

## تاريخ اللعبة في مصر

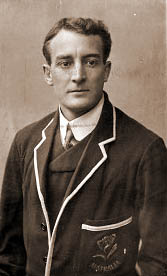
الاعب الرجبي الأسترالي توم ريتشاردز لعب اللعبة أثناء وجوده في مصر.

دخلت لعبة الركبي لأول مرة إلى مصر من قبل البريطانيين، وكان يتم لعبها بشكل عام من قبل المغتربين. ومع ذلك، فإن رحيل البريطانيين من المنطقة ادى إلى أن اللعبة شهدت انخفاضا حادا. وحدث هذا في العديد من دول شمال أفريقيا الأخرى، تميل الرجبي المصري إلى النظر إلى أوروبا من أجل الإلهام، وليس إلى بقية أفريقيا أو الشرق الأوسط. ومع ذلك، ساعدت دبي سيفينز على إثارة بعض الاهتمام بالرياضة في الدول الناطقة بالعربية. إن اتحاد الرجبي يتمتع بشعبية كبيرة في إسرائيل المجاورة، لكن العداء بين الأمتين يعني أن هناك القليل من الاتصال الرياضي بينهما.
خلال الفترة التي سبقت حملة الدردنيل، وغاليبولي في الحرب العالمية الأولى، كان يتمركز في مصر عدد من القوات ANZAC والقوات البريطانية. لعبوا عددا من المباريات «في ظل الأهرامات»، وكانت هذه «الألعاب التي تعني الكثير للاعبين والمتابعين المتحمسين كما فعلت في أي وقت مضى في مباراة دولية على ملعب سيدني للكريكيت». وقد وصفت الملاعب بأنها تتكون من «طين مخبوز بالشمس يكسر ويقطع كل اللاعبين الغاضبين، أو عدة بوصات في عمق الطين الأسود الثقيل». سيكتب توم ريتشاردز: "اللعب في بلد دلتا، مع نصب تذكاري عظيم من خوفو شاهق إلى ارتفاع ما يقرب من 560 قدم 170 م فوق مستوى لعبنا، أثار كل شخص بشعور من الرعب. كان بالتأكيد مكانا جليلا للعب عليه... هناك كان الجو المليء بالمسيسمية الشرقية - الحجاب الغامض للشرق - أن جميع الشبان الأستراليين استحضروا خيالاً بريئة ولعبوا لعبتهم الرجولية بنفس النشاط واندفعوا كما لو كانوا في مدرج، حيث يعني أي نقص في التصميم "الإبهام«الذي بدوره، يعني الموت للخاسرين».
ومع ذلك، كان هناك طفرة في لعبة الرجبي في الشرق الأوسط - لا سيما في الخليج الفارسي، وفي أفريقيا، وقد حفز هذا الاهتمام في اللعبة هناك. بالإضافة إلى ذلك، أصبح الجالية المصرية في البلدان الناطقة بالإنجليزية والفرنسية مهتمة باللعبة.
يوجد حالياً 12 نادي رجبي مصري: نادي الرجبي بالإسكندرية، الإسكندرية ووريورز RFC ، جامعة AUC Wolves الأمريكية في القاهرة، جامعة GUC Panthers الألمانية في القاهرة، نادي القاهرة للرجبي، الجامعة البريطانية في القاهرة (BUE)، شرم قرش RFC. [1] الألتسون القديمة، رابتورز في كلية الهندسة، الإسكندرية أوني، AAST Titans في الأكاديمية العربية للعلوم والتكنولوجيا، بالإسكندرية، إيجلز في نادي أليكس أيرو ونادي اليكس رغبي الماليزي.
اللعبة حاليا في حالة تطور مكثف، مع إقامة بطولة مصرية للريكبي، ومحاولة تشكيل فريق وطني.

## فريق تحت العشرينات
شهدت مصر بعض التقدم في لعبة الركبي تحت العشرينات. قام الفريق المصري الأول لأقل من 20 عاما بجولة في لبنان، حيث لعب مباراتين اختبار وفاز بهما (52-5 و14-10). تدار من قبل Shady A. أبو شادي، مؤسس الصبية والفتيات الرجبي، وتدريب أحمد السويسي، وكان الفريق يتكون من لاعبين من عدة فرق في القاهرة والإسكندرية.

## انظر ايضاً
- منتخب مصر للكريكيت
- منتخب الجزائر للرغبي

## روابط خارجية
- Egyptian Rugby Football Union
- Alexandria Rugby Club
- Cairo Rugby Club
- CAR
- "Islam and Rugby" on the Rugby Readers review